# مسعد أحمد صالح المصباحي
مسعَّد أحمد صالح المصباحي هو شاعر يمني. ولد عام 1949 في المصباح وصاب في محافظة ذمار. تلقى علومه في مسقط رأسه، ثم في زبيد، ثم في الجامعة الإسلامية في المدينة المنورة. عمل مصححاً لغوياً للعديد من الصحف، وشارك في تحقيق مجموعة من الكتب والدواوين الشعرية، وله العديد من المقالات الأدبية والقصائد الغنائية نُشرت في الصحف العربية. كتب القصيدة الغنائية الوطنية والعاطفية. تغنى بأشعاره فنانون عرب ويمنيون.